# Maria Wieruszewska
Maria Wieruszewska (Maria Jolanta Wieruszewska-Adamczyk, Maria Wieruszewska-Adamczyk) (ur. 15 lutego 1943 w Łodzi) – polska etnograf i socjolog, profesor nauk humanistycznych, były dyrektor Instytutu Rozwoju Wsi i Rolnictwa Polskiej Akademii Nauk (1991-1997).
Jako badacz problematyki wiejskiej opierała się na interdyscyplinarnym podejściu do problemów wsi, obejmujących specjalistów z zakresu ekonomiki rolnej, etnografii, demografii, geografii, socjologii opartym na zespołowych badaniach terenowych. Mocno włączyła się w nurt dotyczący miejsca i roli wsi oraz rolnictwa w procesie integracji Polski z Unią Europejską, jawiąc się jako zwolenniczka przekonania, iż (…) to nie miejskość a wiejskość będzie określała przyszły kształt Europy.

## Życiorys i kariera zawodowa
Urodziła się w Łodzi z ojca Wacława Wieruszewskiego, bankowca po studiach w Uniwersytecie Poznańskim i matki Bronisławy, z domu Kondrackiej. Uczęszczała do VII Liceum Ogólnokształcącego im. Stefanii Sempołowskiej w Łodzi, które ukończyła w 1960 roku. Przejawiając szerokie zainteresowania humanistyczne, podjęła studia w Katedrze Etnografii na Wydziale Filozoficzno-Historycznym Uniwersytetu Łódzkiego, kierowaną przez prof. Kazimierę Zawistowicz-Adamską. W trakcie studiów była członkinią, a w latach 1964–1965 także przewodniczącą Studenckiego Koła Etnografów. Studiując, uczęszczała na wykłady wybitnych polskich humanistów, m.in. prof. Antoniny Kłoskowskiej, Jana Lutyńskiego, Wacława Piotrowskiego i Jana Szczepańskiego. Pracę magisterską na temat: Obrzędy recepcyjne wieku dojrzałego w Bełchatowskiem obroniła w 1965 roku, uzyskując tytuł magistra etnografii.
Po studiach kontynuowała swoje zainteresowania podejmując prace naukowo-dydaktyczną w macierzystej uczelni. Od października 1965 do grudnia 1971 roku pracowała na Uniwersytecie Łódzkim, zaczynając jako asystent stażysty, a kończąc na stanowisku adiunkta w Katedrze Etnografii. W tym czasie odbyła 9-miesięczny staż (od 1 X 1968 r.) w Instytucie Filozofii i Socjologii PAN, pod opieką dr. Franciszka Jakubczaka, w trakcie którego zgłębiała zagadnienia dotyczące socjologii wsi. Następnie współdziałała z Zakładem Badań Rejonów Uprzemysłowionych PAN (ZBRU) do którego została skierowana na dłuższy, półtoraroczny staż od 10 VI 1969 do 31 III 1970 r. Na podstawie prowadzonych samodzielne badań finansowanych przez ZBRU w powiecie bełchatowskim, zmieniających swój charakter ekonomiczno-społeczny z rolniczego na przemysłowo-rolniczy, przygotowała swoją rozprawę doktorską pt. Sankcje systemu kontroli społecznej wobec życia rodziny wiejskiej na przykładzie badan dwóch wsi powiatu bełchatowskiego, którą obroniła w 1970 roku. W 1979 zdobyła stopień dra habilitowanego nauk humanistycznych w zakresie etnografii na podstawie dorobku oraz rozprawy pt. Przemiany społeczności wiejskiej Zaborów po 35 latach. Zarówno przewód doktorski, jak i przewód habilitacyjny prowadził Wydział Filozoficzno-Historyczny Uniwersytetu Łódzkiego. Z Uniwersytetem Łódzkim była ponownie związana w latach 1998–2013 jako profesor w Katedrze Etnologii (od 2005 przekształconą w Instytut Etnologii i Antropologii Kulturowej). Była zaangażowana w działalność Interdyscyplinarnego Zespołu Badania Wsi Uniwersytetu Łódzkiego, gdzie m.in. recenzowała niektóre tomy wydawanego przez Zespół czasopisma „Zeszyty Wiejskie”.
W związku z reorganizacją ZBRU i przekształceniem go w Instytut Rozwoju Wsi i Rolnictwa PAN, podjęła w nim pracę od 1 grudnia 1971 roku. W 1976 roku otrzymała 10-miesięczne stypendium Fundacji Kościuszkowskiej na Uniwersytecie Chicagowskim. W okresie od IX 1978 do X 1986 sprawowała funkcję kierownika Zakładu Socjologii Wsi, a następnie od marca 1986 funkcję zastępcy dyrektora ds. naukowych IRWiR PAN. Przez dwie kadencje w latach 1991–1997 była pierwszym dyrektorem Instytutu wybranym w demokratycznych wyborach. Od 2011 do 2018 roku zatrudniona na stanowisku profesora zwyczajnego w Zakładzie Socjologii Wsi (później: Zakładzie Socjologii i Antropologii Kultury Wsi). Członek Rady Naukowej Instytut Rozwoju Wsi i Rolnictwa PAN w kadencji 2015-2018.
Podobnie, Muzeum Etnograficzne i Archeologiczne w Łodzi mogło korzystać, z pożytkiem dla siebie, z dorobku i autorytetu naukowego Jubilatki, która w 1998 r. opracowała merytorycznie katalog wystawy Szare jak ziemia barwne jak pamięć, dotyczącej kultury ludowej Łódzkiego i pełniła funkcję Przewodniczącej Rady Muzealnej tej placówki.
Dnia 12 maja 1992 roku otrzymała nominację na profesora nauk humanistycznych z rąk prezydenta RP. Stopień naukowy profesora zwyczajnego uzyskała aktem mianowania w Polskiej Akademii Nauk w 2010 roku.

## Zainteresowania badawcze
Obszary zainteresowań naukowych obejmowały: antropologię kultury, etnologię, socjologię wsi. W badania szczegółowych skupiła się na zmianach w więziach społecznych w środowisku wiejskim, w tym dotyczących problematyki norm współżycia w społeczności wiejskiej, tracącej pod wpływem uprzemysłowienia swój tradycyjny charakter. Zajmowała się też społeczno-kulturowymi uwarunkowaniami modernizacji wsi i rolnictwa oraz wpływem migracji międzynarodowych na zasoby społeczności wiejskich.

## Członkostwo w organizacjach naukowych
- członek Polskiego Towarzystwa Socjologicznego[7]

- członek Komitetu Nauk Etnologicznych Polskiej Akademii Nauk (1996-1998, 1999-2002, 2003-2006)[8][9]

- zastępca sekretarza w Sekcji Etnografii Komitetu Nauk Socjologicznych PAN (1972-1974)[9]
- członek Rady Prezydenckiej do Spraw Wsi i Rolnictwa[10]
- przewodnicząca Rady Muzealnej Muzeum Archeologicznego i Etnograficznego w Łodzi[2]

## Nagrody i wyróżnienia
- Nagroda Sekretarza Naukowego PAN za książkę Przemiany społeczności wiejskiej. Zaborów po 35 latach. Warszawa 1978[7]
- Złoty Krzyż Zasługi (29 XI 1995 r.)[2]
- Krzyż Kawalerski Orderu Odrodzenia Polski (29 IX 2011 r.)[2][11]
- Medal Komisji Edukacji Narodowej (15 VII 2009 r.)[2]
- Nagroda Rektora Uniwersytetu Łódzkiego, zespołowa III stopnia, za książkę Wokół „Społeczności wiejskiej”. Etnografia Kazimiery Zawistowicz-Adamskiej – kontynuacje i inspiracje. Red. G.E. Karpińska, A. Nadolska-Styczyńska. Wrocław – Łódź 2011 (Łódzkie Studia Etnograficzne; t. 50)[7]

## Działalność redakcyjna
Przez wiele lat była redaktorem naczelnym kwartalnika naukowego „Wieś i Rolnictwo” oraz członkiem Rady Naukowej czasopisma „Zeszyty Wiejskie”.

## Dorobek naukowy i wybrane publikacje
Autorka ponad 120 publikacji z zakresu rozwoju wsi i rolnictwa, polityki regionalnej i przedsiębiorczości.
W 1998 r. opracowała merytorycznie katalog wystawy Szare jak ziemia barwne jak pamięć, dotyczącej kultury ludowej Łódzkiego, zorganizowanej przez Muzeum Archeologiczne i Etnograficzne iw Łodzi.

### Monografie
- 1997 Wieś polska. Konteksty – kontrasty – strategie. Warszawa: PAN IRWiR.
- 1991 Wieś. W poszukiwaniu całości społeczno-kulturowej. Warszawa: PWN, PAN IRWiR.
- 1978 Przemiany społeczności wiejskiej. Zaborów po 35 latach. Warszawa: PAN IRWiR.
- Lokalne dziedzictwo kulturowe w doświadczeniu mieszkańców wsi

### Redakcje monografii
- 2007 Tu i tam. Migracje z polskich wsi za granicę. Red. M. Wieruszewska. Warszawa: IRWiR PAN.
- 2002 Samoorganizacja w społecznościach wiejskich. Przejawy – struktury – zróżnicowania. Red. M. Wieruszewska. Warszawa: IRWiR PAN.
- 1992 Odnowa wsi. Między mitem a nadzieją. Red. M. Wieruszewska. Warszawa: PAN IRWiR.

### Artykuły naukowe
- Wieruszewska-Adamczyk, M. (2018). Wieś polska w perspektywie stulecia. Refleksje rocznicowe 1918-2018. Zeszyty Wiejskie, 24, 9–20. doi: 10.18778/1506-6541.24.01
- Wieruszewska, M. (2017). Economy and culture. The framework of reflection in the debate on the countryside. Przegląd Socjologiczny, 66(4), 105-124. doi: 10.26485/PS/2017/66.4/6
- Wieruszewska, M. (2016). Rural Landscape as a Value of Cultural Heritage [Krajobraz wiejski jako wartość dziedzictwa kulturowego], Wieś i Rolnictwo, 4 (173), 179–194. doi: 10.53098/wir042016/10.
- Wieruszewska, M. (2015). Przestrzeń wsi od strony wiedzy i doświadczenia. Wieś i Rolnictwo, 2 (167), 105–123
- Wieruszewska, M. (2014). Myślenie o wsi i regionie w kategorii wspólnoty: anachronizm czy aktualna perspektywa?. Wieś i Rolnictwo, 1(162), 139–153.
- Wieruszewska, M. (2013). Wybrane koncepcje rozwoju w ujęciu antropologa kultury. Wieś I Rolnictwo, 4(161), 9–27.
- Wieruszewska, M. (2011). Antropologia wsi-niedoszłe inspiracje Kazimiery Zawistowicz-Adamskiej. [W:] Wokół „Społeczności wiejskiej”. Etnografia Kazimiery Zawistowicz-Adamskiej – kontynuacje i inspiracje. Red. G.E. Karpińska, A. Nadolska-Styczyńska. Łódzkie Studia Etnograficzne, 50, 155-166.
- Wieruszewska M. (2005). Mentalność jako kategoria opisu rzeczywistości wiejskiej. Zeszyty Wiejskie, 10, 9-19.
- Wieruszewska, M. (2003). Dlaczego samoorganizacja? Powody zainteresowań badawczych. Wieś i Rolnictwo, Supl. do 3(120), 19-24.
- Wieruszewska, M. (2002). Wieś jako kontekst badania. Perspektywa anachroniczna czy aktualna? Wieś i Rolnictwo, 3(116), 61-73.
- Wieruszewska, M. (2001). Problem barier świadomościowych na wsi wobec integracji Polski z Unią Europejska. Zagadnienia Doradztwa Rolniczego, 1(28), 46-53.

### Rozdziały
- Wieruszewska, M. (2011). Zarządzanie programem Leader z perspektywy kapitału społecznego. Założenia, działania, efekty – próba ewaluacji jakościowej. [W:] Między interwencją a interakcją. Red. I. Bukraba-Rylska. Warszawa.
- Wieruszewska, M. (2010). Rural Studies in the Twenty-First Century. [In:] Ethnology in the 21st Century. Transnational Reflections of Past, Present and Future European Ethnology. Eds J. Lehtonen, S. Tenkanen. Turku.
- Wieruszewska, M. (2009). Odruchy serca w myśleniu o krajobrazie wsi. [W:] Co kochamy. Polacy w poszukiwaniu wartości. Red. P. Kowalski, S. Zagórski. Łomża.
- Wieruszewska, M. (2008). Eine neue Landsoziologie ist vonnöten: Voraussetzungen ihrer Entstehung und ihre Erfolgsaussichten. [In:] Neue Landsoziologie in Polen und Deutschland. Eine Bestandsaufnahme. Eds L. Laschewski, A. Kaleta, K. Gorlach. Aachen, pp. 71-86.
- Wieruszewska, M. (2005). Wieś – miejsce czy obszar. [W:] W obliczu zmiany: wybrane strategie działania mieszkańców polskiej wsi. Red. K. Gorlach, G. Foryś. Kraków.
- Wieruszewska, M. (2005). Współczesne dyskursy na temat wsi i rolnictwa – główne osie sporu. [W:] Polacy o sobie. Współczesna autorefleksja: jednostka, społeczeństwo, historia. Red. P. Kowalski. Łomża.
- Wieruszewska, M. (2004). Środowisko kulturowe mieszkańców wsi. [W:] Polska wieś w społecznej świadomości. Red. I. Bukraba-Rylska. Warszawa.
- Wieruszewska, M. (2003). Wieś jako kontekst badania. Perspektywa anachroniczna czy aktualna. [W:] Czas zmiany, czas trwania. Studia etnologiczne. Red. J. Kowalska, S. Szynkiewicz, R. Tomicki. Warszawa.
- Wieruszewska, M. (2002). Autorytet niedoceniony, czyli puste miejsce w polu działania liderów wiejskich. [W:] Autorytety polskie. Red. B. Gołębiowski. Łomża.
- Wieruszewska, M. (2001). Tendencje cywilizacyjno-kulturowe a zrównoważony rozwój wsi. [W:] Wieś i rolnictwo na przełomie wieków. Red. I. Bukraba-Rylska, A. Rosner. Warszawa: Instytut Rozwoju Wsi i Rolnictwa PAN, s. 294–314.
- Wieruszewska, M. (2001). Wieś i rolnictwo w pułapce sprzecznych poglądów i interesów. [W:] Moralność Polaków. Etos i etnos. Dylematy współczesne. Red. B. Gołębiowski. Łomża.
- Wieruszewska, M. (2000). Bariery świadomościowe jako problem przekładalności perspektyw w postrzeganiu integracji polskiej wsi i rolnictwa z Unią Europejską. [W:] Problem barier świadomościowych na wsi wobec integracji Polski z Unią Europejską. Red. E. Kośmicki, Z. Czaja, W.L. Janik. Poznań.
- Wieruszewska, M. (2000). Democracy – Participation – Elites. Dilemmas of Rural Society. [W:] Rural Societies under Communism and Beyond. Hungarian and Polish Perspectives. Red. P. Starosta, I. Kovách, K. Gorlach. Łódź.
- Wieruszewska, M. (2000). Wiejskość a rolniczość – realny czy pozorny konflikt wartości, [W:] Konflikty społeczne w Polsce w okresie zmian systemowych. Rzeszów: Wydawnictwo Uniwersytetu Rzeszowskiego, s. 25–32.
- Wieruszewska, M. (1999). Paradygmat społeczno-ekologiczny. Implikacje dla wsi i rolnictwa. [W:] Socjologia i ekonomika ochrony środowiska na wsi i w rolnictwie. Red. Z. Czaja, E. Kośmicki. Poznań, s. 21–27.

## Prywatnie
W 1967 r. wyszła za mąż za Stanisława Adamczyka, redaktora naczelnego „Tygodnika Kulturalnego”, i zamieszkała w Warszawie. Jest matką Rafała Adamczyka.